# Seznam senatorjev 28. parlamenta Kraljevine Italije
Seznam senatorjev 28. parlamenta Kraljevine Italije je urejen po letu imenovanja.

## 1929
- Federico Anselmino
- Giannino Antona Trasversi Gismondi
- Demetrio Asinari di Bernezzo
- Raffaele Bastianelli
- Felice Bensa
- Antonio Bernocchi
- Senatore Borletti
- Giuseppe Brezzi
- Ottorino Carletti
- Angelo Carminati
- Mario Casanuova Jerserinch
- Aldo Castellani
- Emanuele De Cillis
- Enrico De Nicola
- Giuseppe Della Gherardesca
- Alfredo Di Frassineto
- Donato Faggella
- Alfredo Faggioni
- Umberto Gabbi
- Tancredi Galimberti
- Romeo Gallenga Stuart
- Francesco Giannattasio
- Giacomo Grosso
- Nicola Gualtieri
- Fabio Guidi
- Ludovico Luciolli
- Alessandro Maino
- Ettore Mambretti
- Camillo Manfroni
- Antonio Marozzi
- Angelo Menozzi
- Mario Nomis di Cossilla
- Novello Novelli
- Attilio Odero
- Tito Poggi
- Natale Prampolini
- Piero Puricelli
- Antonio Raimondi
- Nicola Romeo
- Emilio Solari
- Ludovico Spada Veralli Potenziani
- Nazzareno Strampelli
- Luigi Tiscornia
- Livio Tovini
- Camillo Valle
- Riccardo Versari
- Giacinto Viola
- Guido Carlo Visconti di Modrone
- Achille Visocchi
- Gaetano Zoppi

## 1933
- Pietro Ago
- Luigi Amantea
- Antonio Andreoni
- Giorgio Anselmi
- Enrico Asinari di San Marzano
- Francesco Saverio Azzariti
- Pietro Barcellona
- Giovanni Battista Beverini
- Arturo Bocchini
- Arturo Bocciardo
- Giuseppe Broglia
- Ernesto Burzagli
- Francesco Campolongo
- Vincenzo Casoli
- Giuseppe Cattaneo della Volta
- Luigi Cicconetti
- Pietro Cogliolo
- Angelo Ugo Conz
- Paolo D'Ancora
- Vincenzo Di Benedetto
- Gino Ducci
- Ercole Durini di Monza
- Donato Etna
- Antonio Foschini
- Pietro Gazzera
- Giovanni Battista Ghersi
- Ernesto Giardini
- Ettore Giuria
- Eugenio Graziosi
- Giuseppe Guadagnini
- Natale Krekich
- Isaia Levi
- Giovanni Cesare Majoni
- Gaetano Manzoni
- Alessandro Marracino
- Alberto Martin-Franklin
- Ferdinando Micheli
- Mattia Moresco
- Giuseppe Mormino
- Achille Nucci
- Luca Orsini Baroni
- Enrico Padiglione
- Nicola Pende
- Carlo Perris
- Silvio Petrone
- Pier Ruggero Piccio
- Carlo Pinto
- Eduardo Piola Caselli
- Ettore Porro
- Giovanni Attilio Pozzo
- Giovanni Girolamo Romei Longhena
- Edoardo Rubino
- Pasquale Sandicchi
- Ugo Sani
- Scipione Scipioni
- Gaetano Spiller
- Paolo Ignazio Maria Thaon di Revel
- Adriano Tournon
- Ottavio Zoppi